# John B. Tabb
John B. Tabb (ur. 22 marca 1845, zm. 19 listopada 1909) – amerykański ksiądz katolicki, prozaik i poeta. Urodzony w rodzinie ewangelickiej przeszedł na katolicyzm w 1872. W 1884 został wyświęcony na księdza. Pracował też jako nauczyciel gramatyki. Wydał między innymi Poems, Lyrics, Child Verse, Later Lyrics i Sonnets.